# Бузенко Володимир Петрович
Володи́мир Петро́вич Бузе́нко (псевдо «Італієць»; 28 липня 1988, Великий Кучурів, Сторожинецький район, Чернівецька область — 19 січня 2015, Донецьк, Донецький аеропорт) — український військовик, стрілець 7 роти 3 батальйону 80-ї окремої десантно-штурмової бригади, з листопаді 2014 року — стрілець 122-го окремого аеромобільного батальйону 81-ї десантно-штурмової бригади Збройних сил України.

## Життєпис
Володимир Бузенко народився 28 липня 1988 року в селі Великий Кучурів Сторожинецького району у багатодітній родині, був третьою дитиною. Навчався у Великокучурівській школі І-ІІІ ступенів. Закінчив ПТУ за фахом автомеханік.
У 2006 році Володимир Бузенко був призваний на строкову службу до Збройних Сил України. Службу проходив у Львові в аеромобільних військах. Після служби працював у приватних структурах з ремонту автомобілів.
Був обраний депутатом Великокучурівської сільської ради у 2010 році.
У серпні 2014 року Володимир Бузенко був призваний до лав Збройних Сил України. Після підготовки на Яворівському полігоні у листопаді 2014 року поїхав у зону АТО, під Донецьк.

### Обставини загибелі
Останній раз Володимир Бузенко виходив на зв'язок з нового терміналу Донецького аеропорту 19 січня 2015 року зранку. Загинув того ж дня під час оборони аеропорту Донецька, після другого вибуху в новому терміналі. Ідентифікований за експертизою ДНК серед загиблих, виявлених під завалами після підриву російськими бойовиками будівлі нового терміналу і доставлених до Запоріжжя.
Залишилися батьки — Петро Тодорович та Марія Георгіївна Бузенки, дві старші сестри Оксана і Оля та молодший брат Костя. 57-річний батько, Петро Тодорович, який тяжко переживав загибель Володимира, помер 3 листопада 2015 року.
Володимир Бузенко поховання 1 грудня 2015 року в рідному селі Великий Кучурів, Сторожинецький район, Чернівецька область.

## Нагороди
- Указом Президента України № 9/2016 від 16 січня 2016 року, «за особисту мужність і високий професіоналізм, виявлені у захисті державного суверенітету та територіальної цілісності України, вірність військовій присязі», нагороджений орденом «За мужність» III ступеня (посмертно)[8].
- Указом № 20 від 3 грудня 2016 р. нагороджений відзнакою «Народний Герой України» (посмертно)[9].
- Нагороджений нагрудним знаком «За оборону Донецького аеропорту» (посмертно, 2015 р.).[10]

## Вшанування пам'яті
- 1 вересня 2016 року в селі Великий Кучурів відкрито Меморіальну дошку на фасаді школи де навчався Володимир Бузенко.
- На честь Володимира Бузенка в селі назвали одну з вулиць[11].
- Вшановується в меморіальному комплексі «Зала пам'яті», в щоденному ранковому церемоніалі 20 січня[12][13].